# قطاره (استان جلفه)
قطاره (به عربی: قطارة) یک شهرداری در الجزایر است که در استان جلفه واقع شده‌است.
 قطاره  ۱۱٬۱۵۱ نفر جمعیت دارد.